# يو بار
يو بار (بالإنجليزية: You Bar) هي شركة ألواح غذائية عبر الإنترنت والتي تصنع لوح الطاقة حسب الطلب.تأسست الشركة في 2006 من قبل افا بيس وأنثوني فلين، فريق الأم والابن من لوس أنجلوس، كاليفورنيا.

## التاريخ
حوالي 1998، بيس بدأت بصنع الألواح الغذائية الخاصة بها في المنزل. بدأ إبنها بصنع الألواح الخاصة به بعد عدة سنوات عندما بلغ 18 سنة، والاثنان كانا يتبادلان الوصفات.
في 2006، فلين تخرج من جامعة كاليفورنيا الجنوبية بتخصص إدارة الأعمال.
بعد أن بدء فلين العمل في المنزل في 2006، وبعد أن استعار المطبخ التجاري من السيدة بيس. كنيس بيس، بيس وفلين إنتقلا إلى الشركة الخاصة بهما في العام التالي، وهي ليست بعيدة عن سوق المزارعين.
في 2011، الشركة إنتقلت إلى منشأة جديدة ذات 8000 قدم مربع في لوس أنجلوس داون تاون.

## المنتج
يو بار هي خدمة عبر الإنترنت تمكن المستهلكين من اختيار مكونات الألواح الغذائية الخاصة بهم وتسمية ابتكارهم الشخصي.
يو بار يصنع ويغلّف ويشحن 13 لوح إلى الزبون. الخدمة صممت لذوي الاحتياجات الغذائية المحددة (خاصة النباتيين والرياضيين والأشخاص الذين يعانون من الحساسية) عن طريق تمكينهم من تحديد ما سيدخل في صنع المنتج.

## روابط خارجية
You Bar Website